# František Peterka

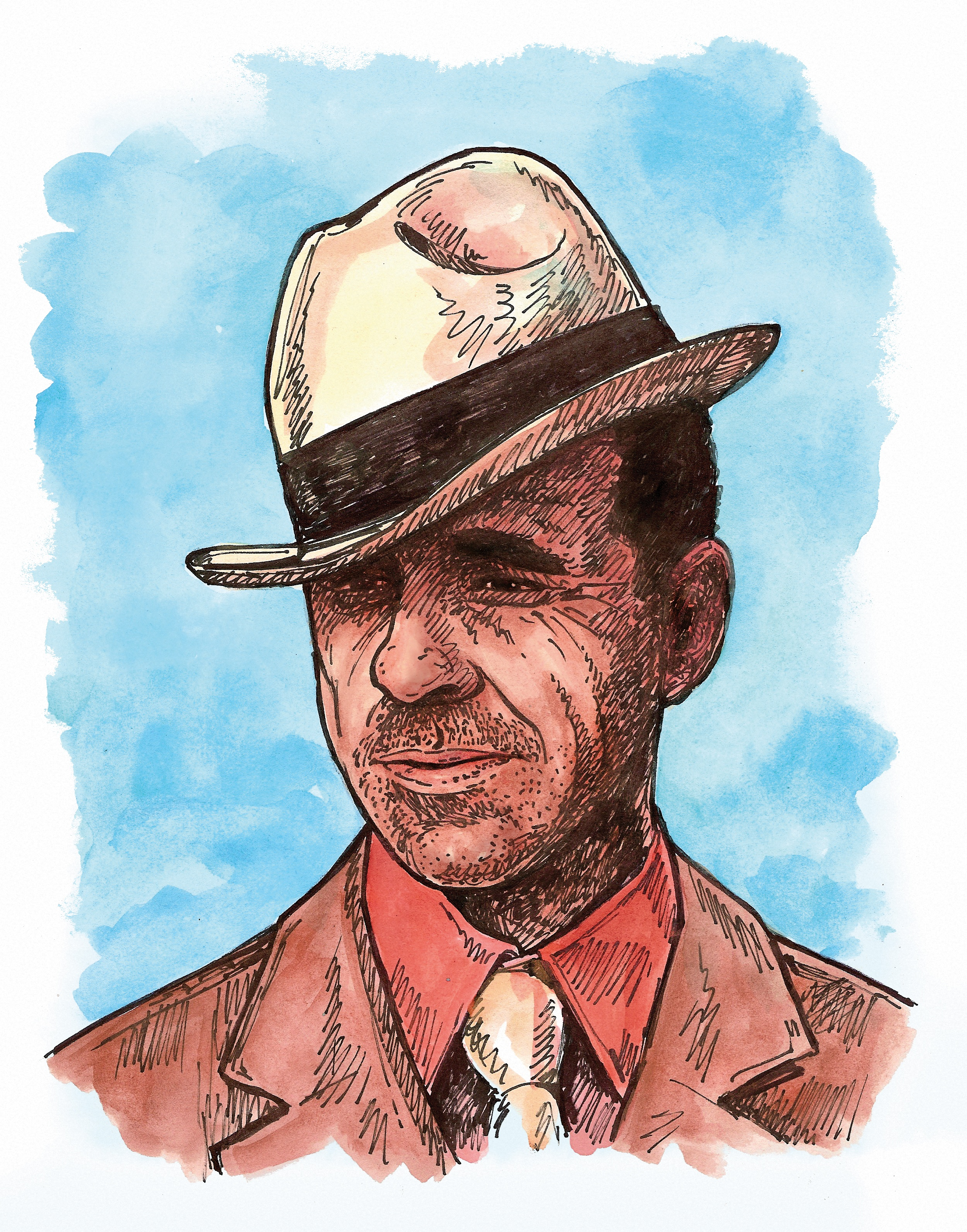
František Peterka

František Peterka (* 17. März 1922 in Prag; † 24. November 2016 in Liberec)  war ein tschechischer Schauspieler.

## Leben
Peterka betätigte sich in seiner Jugend als Gewichtheber. Nach Abschluss der Handelsschule studierte er Schauspiel am Prager Konservatorium. Danach arbeitete er als Versicherungsbeamter und trat weiterhin als Gewichtheber an. Durch Zufall erhielt er ein Engagement am Mährisch-Slowakischen Theater in Uherské Hradiště und später am Šalda-Theater in Liberec.
1950 übernahm er seine erste Nebenrolle beim Film. Der Durchbruch gelang ihm 1960 mit dem Film Ein Mann wie ein Berg. Dem deutschen Publikum wurde er vor allem durch seine Rolle als Fantomas in der Fernsehserie Die Märchenbraut bekannt. Nach zehnjähriger Pause nahm er 1994 seine letzte Filmrolle an.
2001 erlitt er im Alter von 79 Jahren einen schweren Verkehrsunfall, von dem er sich nach zehn Operationen und drei Jahren Krankenhausaufenthalt durch intensives Sporttraining allmählich wieder erholte. Posthum wurde Peterka 2017 zum Ehrenbürger von Liberec ernannt.

## Filmografie (Auswahl)
- 1952: Ganze Kerle (Milujeme)
- 1958: Das schwarze Bataillon (Černý prapor)
- 1960: Ein Kerl wie ein Baum (Chlap jako hora)
- 1964: Hoffnung (Naděje)
- 1975: Pan Tau (Fernsehfilm)
- 1976: Morgen legen wir los, Liebling (Zítra to roztočíme, drahoušku...)
- 1978: Wie man den Vater in die Besserungsanstalt bekommt (Jak dostat tatínka do polepšovny)
- 1979/1981: Die Märchenbraut (Fernsehfilm)
- 1979: Spröde Beziehungen (Křehké vztahy)
- 1979: Theodor, der Misanthrop (Já už budu hodný, dědečku!)
- 1982: Rendezvous in Paris